# إعصار نادين
كان إعصار نادين رابع أطول إعصار في المحيط الأطلسي. الإعصار الرابع عشر المداري والعاصفة في ما يسمى بموسم أعاصير المحيط الأطلسي لعام 2012، تطورت نادين من موجة استوائية غرب كاب فيردي في 10 سبتمبر. في اليوم التالي، زادت قوته لتصبح العاصفة الاستوائية نادين. بعد أن تراجعت نادين مبدئياً باتجاه الشمال الغربي، تحوّلت إلى الشمال بعيداً عن أي بقعة أرضية. في وقت مبكر من يوم 15 سبتمبر، وصلت نادين إلى مرحلة الإعصار حيث كانت تتجه للشرق. بعد ذلك، أدت الزيادة في قص الرياح الرأسية إلى إضعاف نادين مرة أخرى إلى عاصفة استوائية بحلول 16 سبتمبر. في اليوم التالي، بدأت العاصفة تتحرك باتجاه الشمال الشرقي وهددت جزر الأزور. ولكن في أواخر 19 سبتمبر، انحرفت نادين من الشرق إلى الجنوب الشرقي قبل الوصول إلى الجزر. ومع ذلك، أنتجت العاصفة رياح بقوة عاصفة استوائية على بعض الجزر. في 21 سبتمبر، اتجهت العاصفة جنوبًا باتجاه الجنوب الشرقي بينما كانت تقع جنوب جزر الأزور. في وقت لاحق من ذلك اليوم، انتقلت نادين إلى منطقة منخفضة الضغط غير استوائية.
بسبب الظروف المواتية، تم تجديد بقايا نادين إلى إعصار استوائي في 24 سبتمبر. بعد إعادة تكونها، نفذت العاصفة حلقة إعصارية وتجولت ببطء عبر شرق المحيط الأطلسي. في نهاية المطاف، تحولت نادين من الجنوب إلى الجنوب الغربي، في ذلك الوقت أصبحت تقريبًا ثابتة. بحلول 28 أيلول (سبتمبر)، انحصرت العاصفة في اتجاه الشمال الغربي وأصبحت أقوى لتصبح إعصارًا. اشتد الإعصار العنيد أكثر وأكثر وذروته من 90 ميلا في الساعة (150 كم / ساعة) يوم 30 سبتمبر. لكن في اليوم التالي، تراجعت نادين إلى عاصفة مدارية والتي بلغت سرعتها 65 كم / ساعة، حيث أصبحت الظروف غير مواتية بشكل متزايد.. أدى القص القوي للرياح وانخفاض درجات حرارة سطح البحر إلى إضعاف العاصفة بشكل كبير. انتقلت نادين إلى إعصار خارج مداري في 3 أكتوبر، قبل وقت قصير من الاندماج مع جبهة باردة تقترب من شمال شرق جزر الأزور. مرت بقايا نادين من خلال جزر الأزور في 4 أكتوبر وجلبت الرياح القوية نسبيًا مرة أخرى إلى الجزر.

## المنشأ
ظهرت موجة استوائية كبيرة في المحيط الأطلسي من الساحل الغربي لأفريقيا، في 7 سبتمبر. مرت جنوب كاب فيرد في الثامن من سبتمبر، مع زخات غير منتظمة وعواصف رعدية. في ذلك الوقت، أعطى المركز الوطني للأعاصير فرصة متوسطة للتنبؤ بتكون الإعصار في غضون 48 ساعة. تكونت منطقة ضغط منخفض على طول محور الموجة الاستوائية في 9 سبتمبر، مما أدى إلى زيادة نشاط الحمل الحراري بشكل أكبر. تم التقدير بوجود فرصة كبيرة لتشكيل الأعاصير المدارية في 10 سبتمبر. استنادًا إلى تقديرات الكثافة من الأقمار الصناعية، أعلن المركز الوطني للأعاصير الاضطراب كالمنخفض الاستوائي الرابع عشر في تمام الساعة 1200 بالتوقيت العالمي المنسق في 10 سبتمبر، بينما يقع على بعد حوالي 885 ميلاً (1,425 كم) غرب الرأس الأخضر.
على الرغم من أن نشاط العواصف الرعدية كان بسيطًا في البداية حول المركز، فإن نطاق الحمل المصاحب للمنخفض أصبح أكثر تنظيماً. في وقت متأخر من 10 سبتمبر، بدأ الحمل الحراري يزداد قليلاً بالقرب من المركز، على الرغم من أنه بسبب كثافة دفدوراك أرقام الـT كانت بين 2.0 و 2.5 لم يتطور المنخفض إلى عاصفة مدارية. ومع ذلك تسبب الهواء الجاف لفترة وجيزة في سقوط أمطار وعواصف رعدية في وقت لاحق من ذلك اليوم. في البداية كانت تتجه نحو الشمال الغربي حول الحد الخارجي للحد شبه الاستوائي الكبير. ومع ذلك بحلول الحادي عشر من سبتمبر انحنى الانخفاض إلى الشمال الغربي. في وقت لاحق من ذلك اليوم بدأ المنخفض باستعادة الحمل الحراري العميق. أشارت بيانات الأقمار الصناعية وبيانات المقاييس الأرضية إلى أن المنخفض قد قوي إلى العاصفة الاستوائية نادين الساعة 0000 بالتوقيت العالمي المنسق في 12 سبتمبر.

## تعزيز وشدة الذروة الأولية

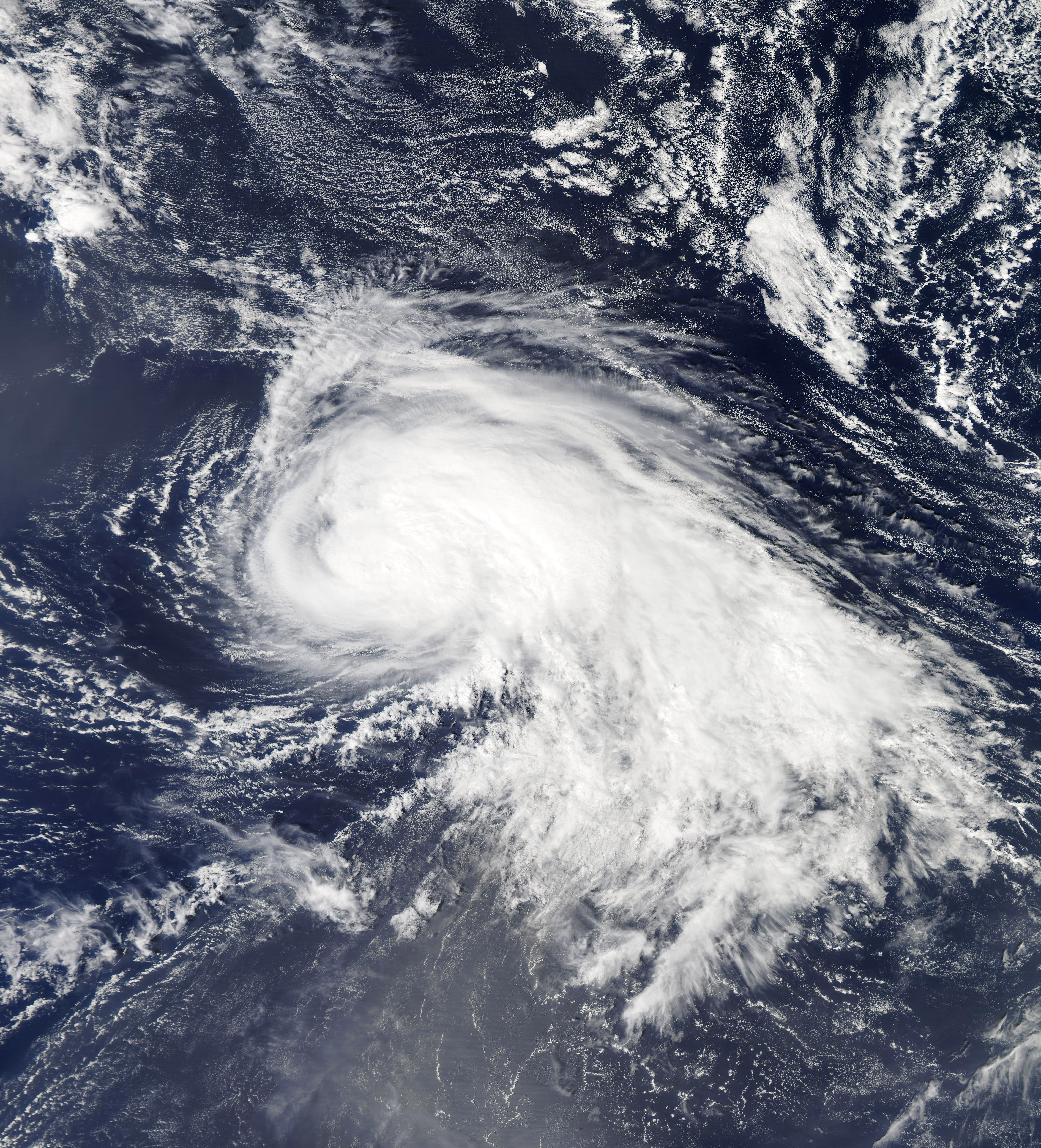
إعصار نادين في ذروة قوته الأولية في 15 سبتمبر

وبحلول 12 أيلول (سبتمبر)، تكونت منطقه ملبدة بالغيوم بكثافه في المنتصف بسبب الظروف المواتية، وأشار المركز الوطني للأعاصير إلى إمكانية التعمق السريع. واستمر التكثيف بوتيرة أسرع وإن كان أقل من المعدل السريع في 12 سبتمبر. في وقت لاحق من ذلك اليوم بلغت سرعة الرياح المستديمة 65 ميل في الساعة (105 كم / ساعة). في وقت مبكر من يوم 13 سبتمبر وصل شريط الحمل الحراري بشكل كامل حول المركز وسحابات السحب إلى درجات حرارة منخفضة−112−112 °ف (−80 °م). ومع ذلك ولأن بيانات الأقمار الصناعية التي تعمل بالموجات الصغري لا تستطيع تحديد ما إذا كانت العين قد تكونت، فقد تم عقد شدة نادين في 70 ميل في الساعة (110 كم / ساعة) - أقل بقليل من عتبة الإعصار. وأشار المركز الوطني للأعاصير إلى أن «نافذة نادين للتقوية قد تكون مغلقة»، مشيرا إلى توافق محاكاة الكمبيوتر من الزيادة في قص الرياح والتغير بسيط في الهيكل ثم بدأت العاصفة تعاني من ريح الرياح الجنوبية الغربية المعتدلة في 13 سبتمبر، تولدت عن طريق حوض المنتصف إلى أعلى مستوى ومحور قص يقع على بعد بضعة مئات من الأميال إلى الغرب من نادين. ونتيجة لذلك كافحت العاصفة لتطوير العين وأصبح من الصعب تحديد موقع المركز.
على الرغم من أن العاصفة كانت غير منظمة إلا أن تمرير مقياس الانتثار يشير إلى أن رياح قوة العواصف الاستوائية امتدت إلى ما يصل إلى 230 ميلاً (370 كم). أصبح مظهر القمر الصناعي نادين غير منظم أكثر في 14 سبتمبر. وبالرغم من ذلك ظلت العاصفة أقل بقليل من مستوى الإعصار، ولاحظ المركز الوطني للأعاصير إمكانية الاشتداد في حالة انخفاض ريح القص خلال الأيام القليلة التالية. تحولت نادين شمالاً في 14 سبتمبر بينما كانت تتعقب على طول أطراف الحد شبه الاستوائي بعد ذلك بفترة وجيزة أوضح اجتياز بعثة قياس هطول الأمطار الاستوائية (TRMM) أن الحمل الحراري الأساسي بدأ في إعادة التنظيم. مع ذلك ولأن قص الريح أزاح الدورة المتوسطة المستوى إلى الشمال من الدوران منخفض المستوى، لم تتم ترقية نادين إلى إعصار. ولأن نادين سوف تقترب من درجات حرارة سطح البحر البارد، كان من غير المرجح حدوث تقوية. بسبب الزيادة في تقديرات الكثافة للأقمار الصناعية وإعادة تنظيمها، تمت ترقية نادين إلى إعصار في الساعة 1800 بالتوقيت العالمي المنسق في 14 سبتمبر. بعد ست ساعات وصلت نادين لشدة الذروة الأولية مع الرياح من 80 ميلا في الساعة (130 كم / ساعة). أشارت صور الأقمار الصناعية إلى أن خاصية العين الممزقة كانت تحاول التطور في وقت متأخر من 15 سبتمبر.

## الضعف والانتقال الأولي لما بعد المدارية

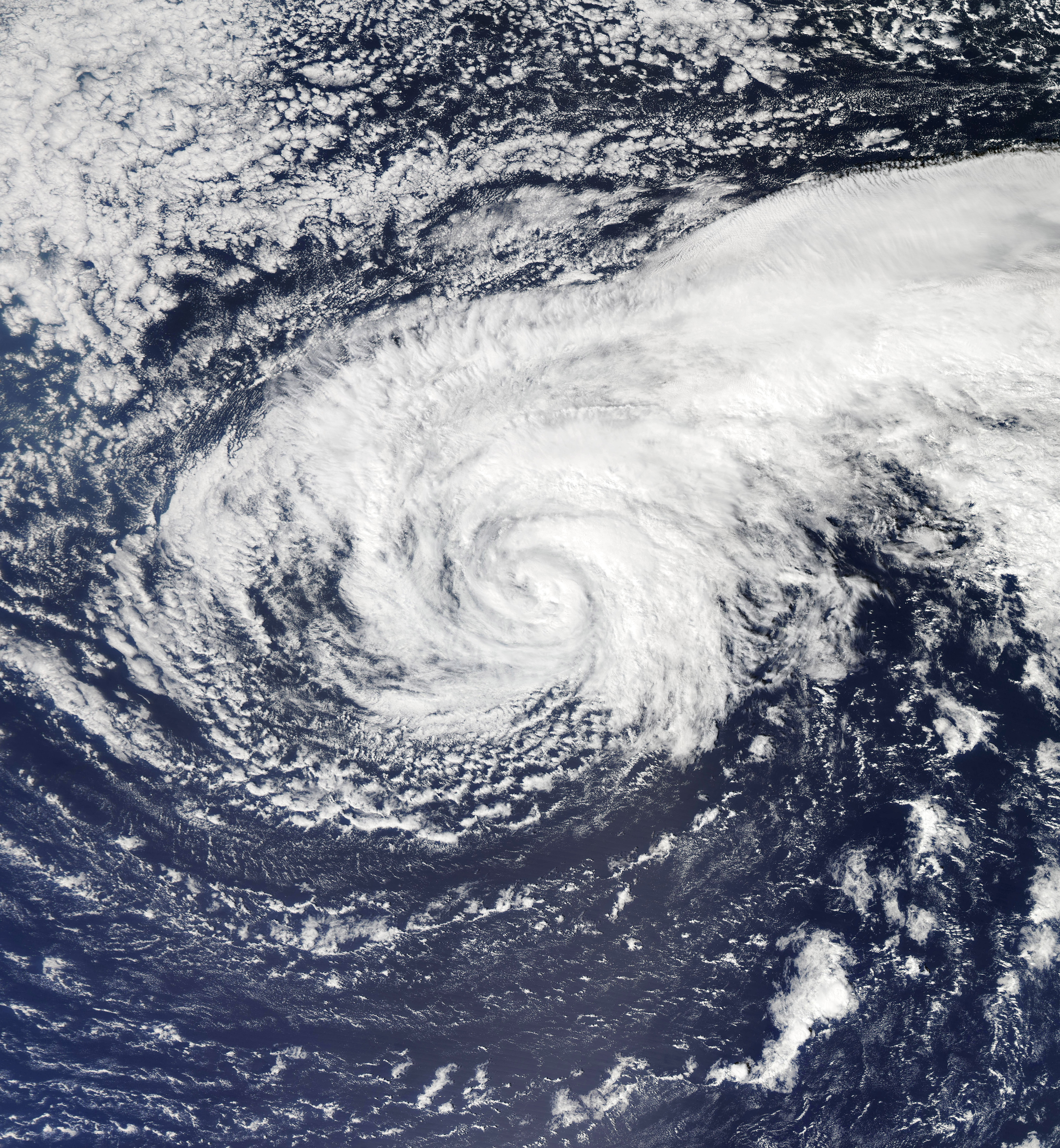
العاصفة الاستوائية نادين تمر جنوب جزر الأزور في 20 سبتمبر

في أواخر 15 سبتمبر، ذكر روبي بيرج مؤسس مركز الأعاصير الوطني، أن نادين بدأت «تبدو غير منتظمة أكثر»، حيث أشارت ملاحظات البيانات الميكروية إلى قص الحمل العميق إلى الشمال الشرقي من المركز. في وقت متأخر من 16 سبتمبر، أصبحت العين مائلة واختفت، وبدأت فرق الحمل الحراري تتفكك، وتراجع النشاط العام للأمطار والعواصف الرعدية في وقت مبكر من ذلك اليوم. تراجعت نادين مرة أخرى إلى عاصفة استوائية في 17 سبتمبر. بالإضافة إلى ذلك تسبب الحوض الصغير في المنطقة في اكتساب نادين مظهرًا أقل من القمر الصناعي في 17 سبتمبر.
بدأ الهواء الجاف يؤثر على نادين في 17 سبتمبر، على الرغم من أن التدفق من العاصفة منع الضعف الكبير. على الرغم من الانقلاب كبير للحمل العميق على نصف الدائرة الشمالية، إلا أن نادين ضعفت قليلا في وقت لاحق من ذلك اليوم. حدث المزيد من الضعف في اليوم التالي، بعد انفجار في الحمل الحراري العميق، في 17 سبتمبر انحلت. في وقت لاحق من يوم 18 سبتمبر تبدد معظم الحمل الحراري العميق مع وجود أقوى ما تبقى من الأمطار والنشاطات الرعدية التي تقع ضمن شريط يقع الغرب وشمال غرب المركز.
هددت نادين جزر أزور بينما كانت تتحرك في اتجاه الشمال الشرقي ثم إلى الشمال بين 18 سبتمبر و 19 سبتمبر، على الرغم من أن التلال منعت العاصفة من الاقتراب أكثر نحو الجزر. كان أكبر اقتراب لها نحو جزر الأزور حوالي 150 ميلاً (240 كم) جنوبًا جنوب غرب جزيرة فلوريس في 19 سبتمبر. انحت العاصفة نحو شرق-الجنوب الشرقي في 20 سبتمبر. في أواخر الحادي والعشرين من سبتمبر، كان معظم الحمل العميق المتبقي يتألف من شريط حملاني ممزق مع قمم السحب الدافئة. عمليا، قام المركز الوطني للأعاصير بإعادة تصنيف نادين كعاصفة شبه استوائية في الساعة 2100 بالتوقيت العالمي المنسق في 21 سبتمبر، ويرجع ذلك أساسا إلى أنه كان لديه حقل رياح أكبر من المتوسط وغير متماثل فضلا عن تكون منطقة منخفضة الضغط في المستوى العلوي بالقرب من المركز. ومع ذلك، خلص تحليل ما بعد الموسم إلى أن نادين انحلت إلى منطقة ضغط منخفض غير استوائي قبل ثلاث ساعات.

## التجديد، شدة الذروة، والانحلال

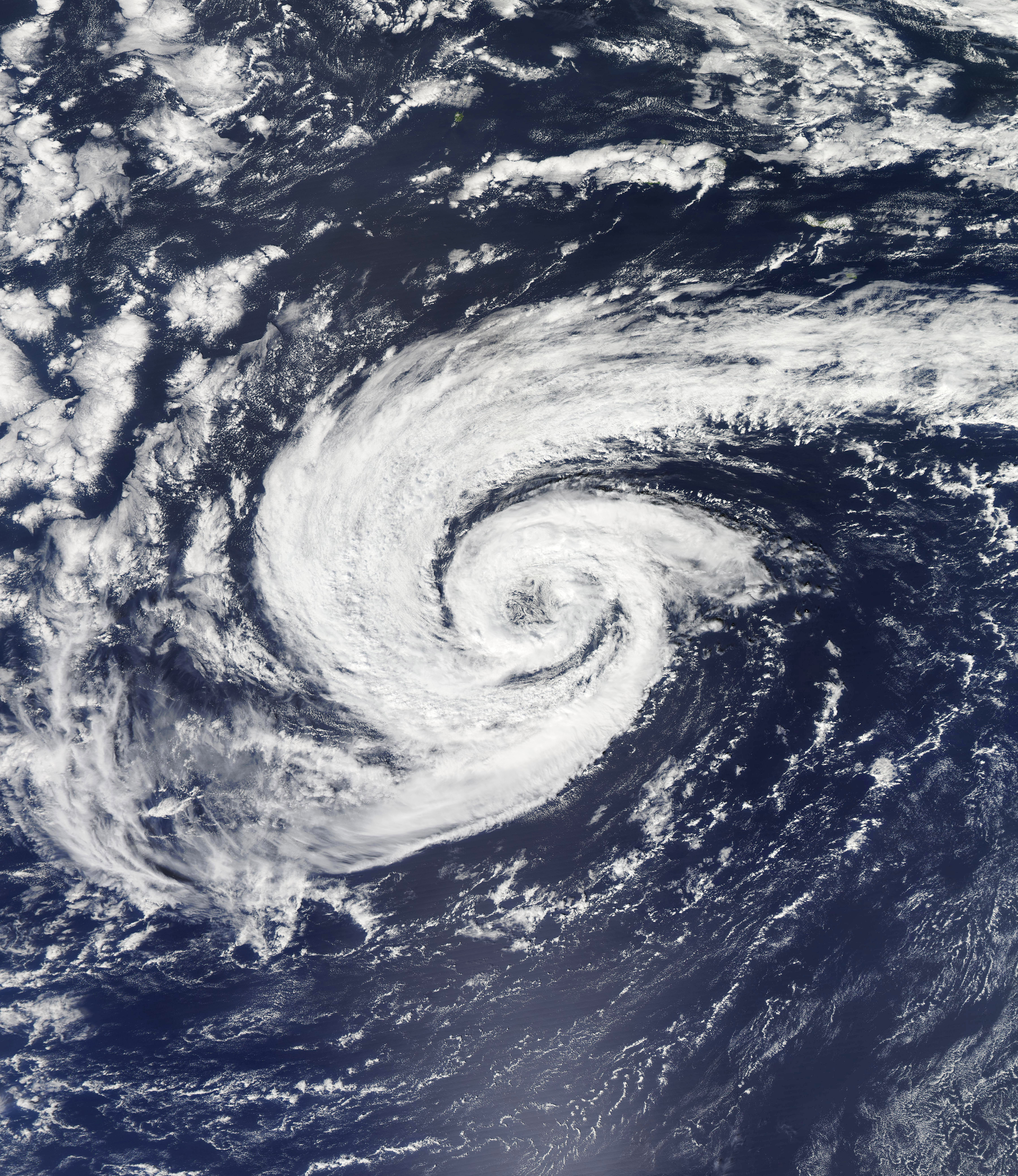
العاصفة الاستوائية نادين في 25 سبتمبر

في أوائل 22 سبتمبر، ذكر المركز الوطني للأعاصير أن التجدد في الإعصار المداري كان احتمالًا واضحًا. سرعان ما تحركت منطقة الضغط المنخفض المتبقية فوق البحار الدافئة وبيئة منخفضة القص، مما تسبب في حدوث حمل حراري عميق لإعادة تطوير. وهكذا عادت نادين إلى العاصفة الاستوائية في الساعة 0000 بالتوقيت العالمي المنسق في 23 سبتمبر. بسبب الحد الحاجز الآخر فوق الآزور اضطرت نادين إلى الاتجاه غربًا وشمال غربًا في 24 سبتمبر، مما دفعها إلى تنفيذ حلقة إعصارية صغيرة.. على الرغم من أن الرياح زادت إلى 60 ميل في الساعة (95 كم / ساعة)، إلا أن العاصفة ضعفت مرة أخرى وانخفضت إلى عاصفة مدارية بسرعة 45 ميلاً في الساعة (72 كم / ساعة) في 25 سبتمبر. على الرغم من ذلك، أشارت صور القمر الصناعي إلى أن نادين طورت ميزة شكل بالعين. ومع ذلك أشار المركز الوطني للأعاصير في وقت لاحق إلى أنه منطقة خالية من السحب بالقرب من مركز العاصفة. وبحلول 26 سبتمبر انحنت نادين من جنوب الجنوب الغربي إلى الجنوب الغربي حول الجزء الجنوبي الشرقي من سلسلة من الأرتفاعات المتوسطة إلى الأعلى تقع فوق غرب المحيط الأطلسي.
بعد تغير بسيط في قوتها لعدة أيام، بدأت «نادين» تشتد أخيراً في 27 سبتمبر بسبب ارتفاع درجة حرارة سطح البحر عن 79 درجة فهرنهايت (26 درجة مئوية).. في تمام الساعة 1200 بالتوقيت العالمي المنسق في 28 سبتمبر، أعادت نادين التعزيز إلى إعصار من الفئة 1 على مقياس رياح Saffir – Simpson. أشارت صور القمر الصناعي إلى أن العاصفة أعادت تكوين خاصية العين. بعد أن أصبح غير منظم، قام مركز الأعاصير الوطني بتخفيض نادين إلى عاصفة استوائية في 29 سبتمبر، قبل ترقيته إلى إعصار مرة أخرى بعد ست ساعات. لقد ظلت نادين في الواقع إعصارا وكانت تشتد أكثر. ارتفعت الرياح إلى 85 ميلا في الساعة (140 كم / ساعة) في 30 سبتمبر، بعد أن أصبحت العين أكثر وضوحًا. في الساعة 1200 بالتوقيت العالمي، بلغت العاصفة ذروتها مع أقصى رياح مستدامة تبلغ 90 ميلاً في الساعة (150 كم / ساعة) وضغط بارومتري لا يقل عن 978 ملي بار (28.9 بوصة في الساعة).
بعد شدة الذروة، بدأت نادين تضعف مرة أخرى وتدهورت إلى عاصفة استوائية في الساعة 1200 بالتوقيت العالمي المنسق في 1 أكتوبر. بدأت الرياح الشمالية الغربية في الزيادة في 3 أكتوبر بعد انخفاض مستوى الحوض الذي كان يتسبب في انخفاض قص الريح باتجاه الشرق. بعد بضع ساعات، أصبح مركز المستوى المنخفض مكشوفًا جزئيًا، قبل أن يتم فصلها بالكامل عن الحمل بحلول 1500 UTC. بسبب القص الشديد للرياح ودرجات حرارة سطح البحر البارد، تضاءلت الأمطار والعواصف الرعدية بسرعة، وبحلول 3 أكتوبر، أصبحت نادين خالية من أي حمل حراري عميق. في 0000 بالتوقيت العالمي المنسق في 4 أكتوبر، انتقلت نادين إلى منطقة منخفضة الضغط خارج الاستوائية، في حين تقع على بعد 195 ميلاً (315 كم) جنوب غرب جزر الأزور الوسطى. وتحركت بسرعة منخفضة في اتجاه الشمال الشرقي، وتحوّلت إلى أدنى مستوى من الضغط المنخفض، وتم امتصاصها بجبهة باردة في وقت لاحق من ذلك اليوم.

## التأثير والسجلات

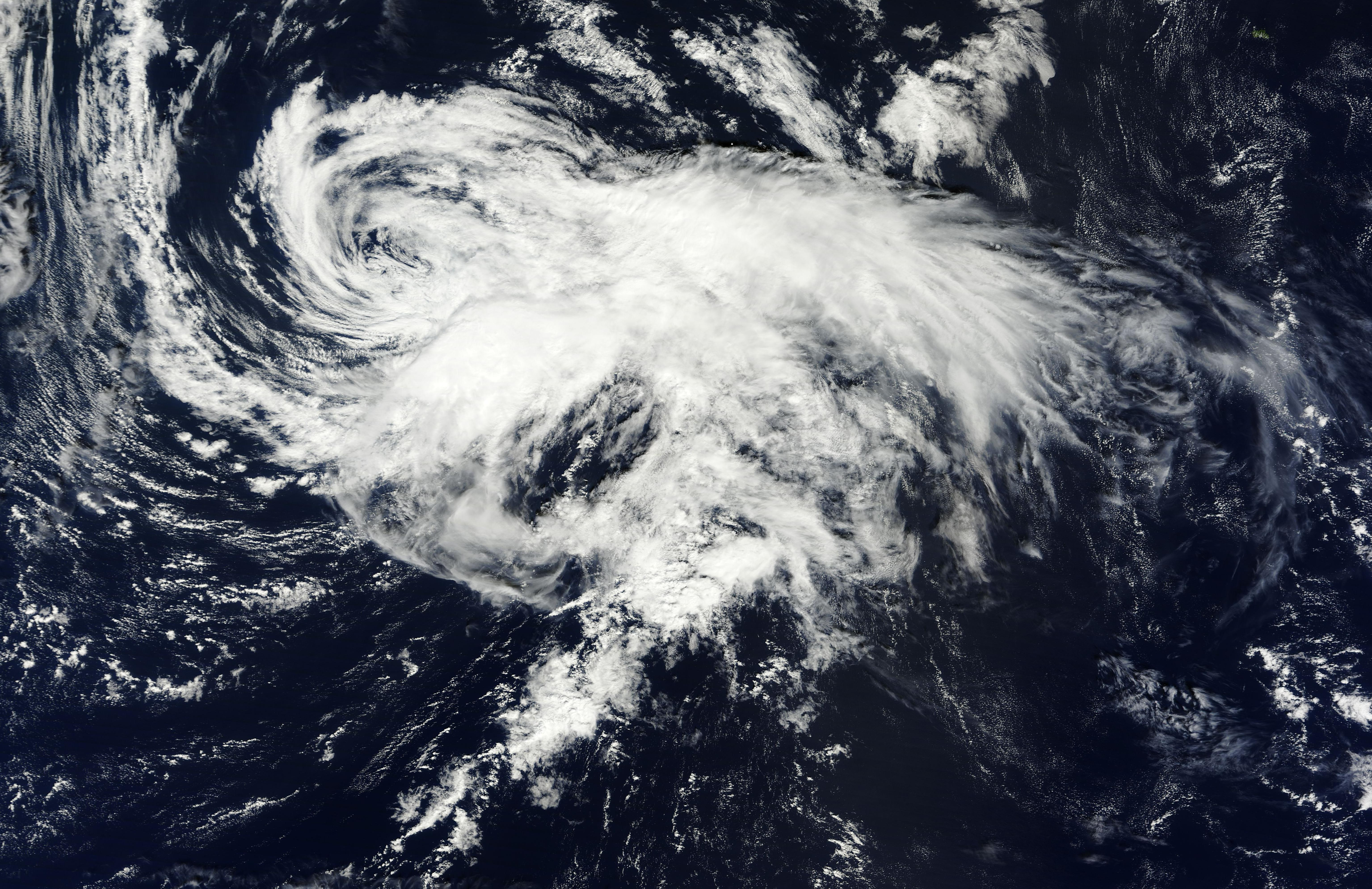
العاصفة الاستوائية نادين تعيد الاقتراب من جزر الأزور في 3 أكتوبر

صدرت تحذيرات الأعاصير المدارية في مرتين منفصلتين عندما اقتربت نادين من جزر الأزور. في الساعة 1000 بالتوقيت العالمي المنسق في 18 سبتمبر، تم إصدار تحذير عاصفة استوائية لجزر فلوريس وكورفو. على الرغم من توقف تحذير العاصفة الاستوائية في الساعة 2100 بالتوقيت العالمي، تم تنفيذ تحذير من عاصفة استوائية في ذلك الوقت لجزر Corvo و Faial و Flores و Graciosa و Pico و São Jorge و Terceira. في الساعة 15:00 بالتوقيت العالمي المنسق في 19 سبتمبر، تم إصدار تحذير من عاصفة استوائية أيضًالساو ميغيل وسانتا ماريا.توقفت جميع التحذيرات في وقت متأخر من يوم 21 سبتمبر. بعد إعادة التوليد، شكلت نادين خطرا على جزر الأزور مرة أخرى، وبالتالي تم إصدار انذار عاصفة استوائية للأرخبيل بالكامل في الساعة 1500 UTC في 1 أكتوبر. بعد تسع ساعات، 0000 بالتوقيت العالمي في اليوم التالي، تمت ترقية التحذير إلى تحذير من عاصفة استوائية.بعد أن أصبحت نادين خارج المداري، تم وقف التحذير. على النهج الثاني للعاصفة تجاه جزر الأزور، تم إغلاق المدارس وتم إلغاء الرحلات.
في أواخر 20 سبتمبر، أبلغ فلوريس عن عاصفة ريحية بلغت سرعتها 46 ميل في الساعة (74 كم / ساعة). تم الإبلاغ عن سرعة رياح مستمرة تبلغ 62 ميلاً في الساعة (100 كم / ساعة) وقوة تصل إلى 81 ميل في الساعة (130 كم / ساعة) في هورتا في جزيرة فايال، عندما مرت نادين إلى الجنوب في 21 سبتمبر. خلال التأثير الثاني لجزر الأزور في 4 أكتوبر، كانت أعلى سرعة رياح مستمرة تبلغ 38 ميلاً في الساعة (61 كم / ساعة) في ساو ميغيل، في حين كانت أقوى قوة على ارتفاع 87 ميل في الساعة (140 كم / ساعة) في محطة طاقة الرياح في سانتا ماريا. في جزيرة بيكو، تم تدمير رصيف القاعة الرياضية في المدرسة الابتدائية والثانوية في لاجيس دو بيكو. أنتجت بقايا نادين كتلة من الرطوبة التي أسقطت الأمطار الغزيرة على المملكة المتحدة، لا سيما في إنجلترا وويلز، حيث بلغت 5.12 في (130 ملم) في رافينزوورث في السابق. الأمطار غمرت منازل وعطلت الطرق والسكك الحديدية.
استغرقت نادين ما مجموعه 24 يومًا كإعصار استوائي وشبه استوائي وما بعد المداري، بما في ذلك 22.25 يومًا كنظام استوائي. وهذا يجعلها رابع أطول إعصار استوائي في المحيط الأطلنطي على الإطلاق، فقط خلف إعصار سان سيرياكو في عام 1899 في 28 يوم، وإعصار جينجر في عام 1971 في 27.25 يوم، وإعصار إنغا في عام 1969 في 24.75 أيام. عندما يتم عد الوقت فقط كعاصفة استوائية أو إعصار - 20.75 يوم - نادين هي الثالثة الأطول أمداً، خلف فقط إعصار جينجر في 1971 و 1899 إعصار سان سيرياكو. عندما تمت ترقية نادين إلى إعصار في الساعة 1800 بالتوقيت العالمي المنسق في 14 سبتمبر، كانت ثالث إعصار يشكل أول نظام خلفي لم يكشف عن اسمه في عام 1893 وأوفيليا في عام 2005.